# 혼다 G 엔진
혼다 G 엔진(영어: Honda G engine, 일본어: ホンダ・G型エンジン)은 5기통 직렬 엔진 제품군으로 실린더당 4개의 밸브가 있는 단일 오버헤드 캠이 있다.

## 갤러리

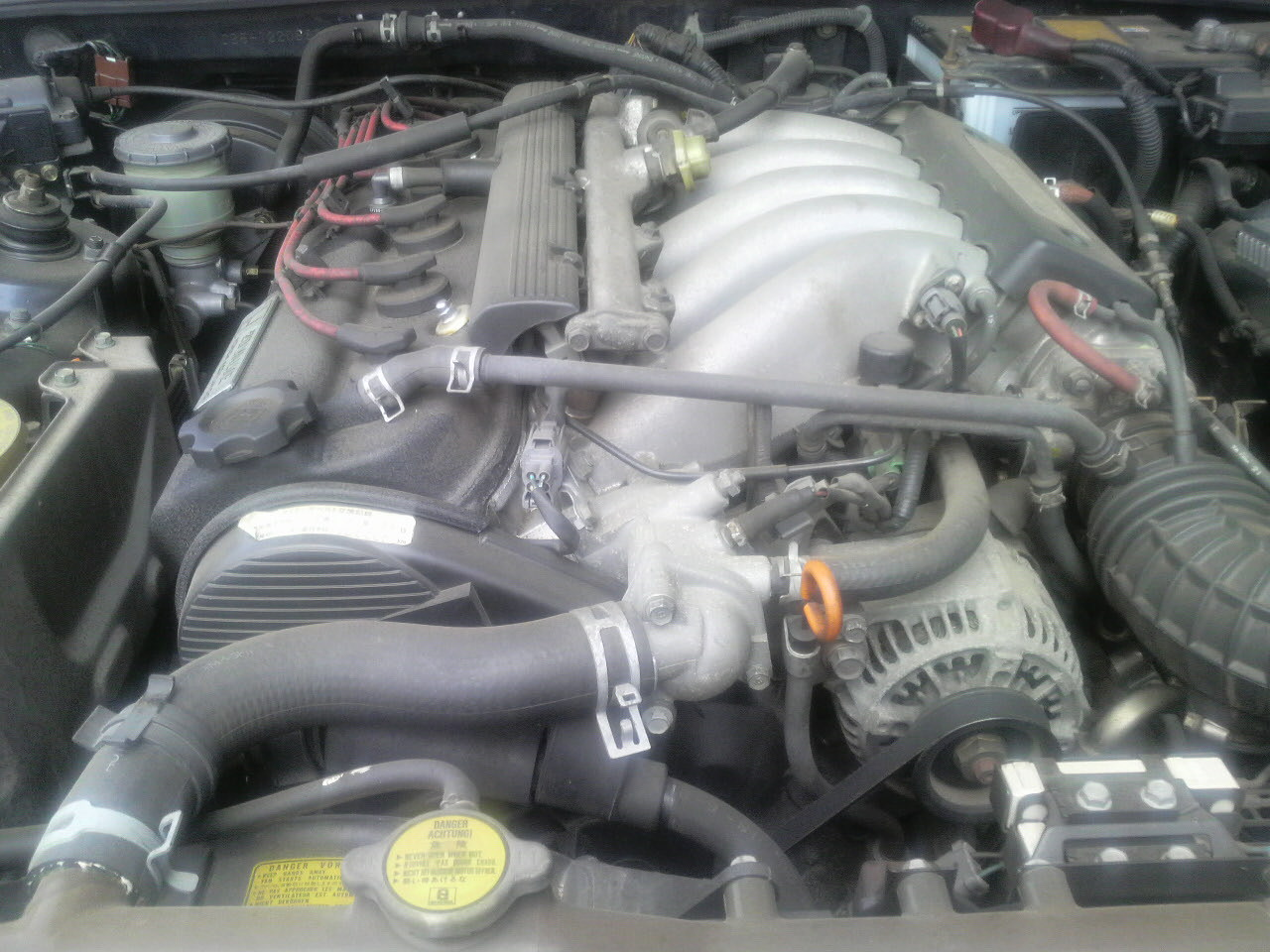
전면
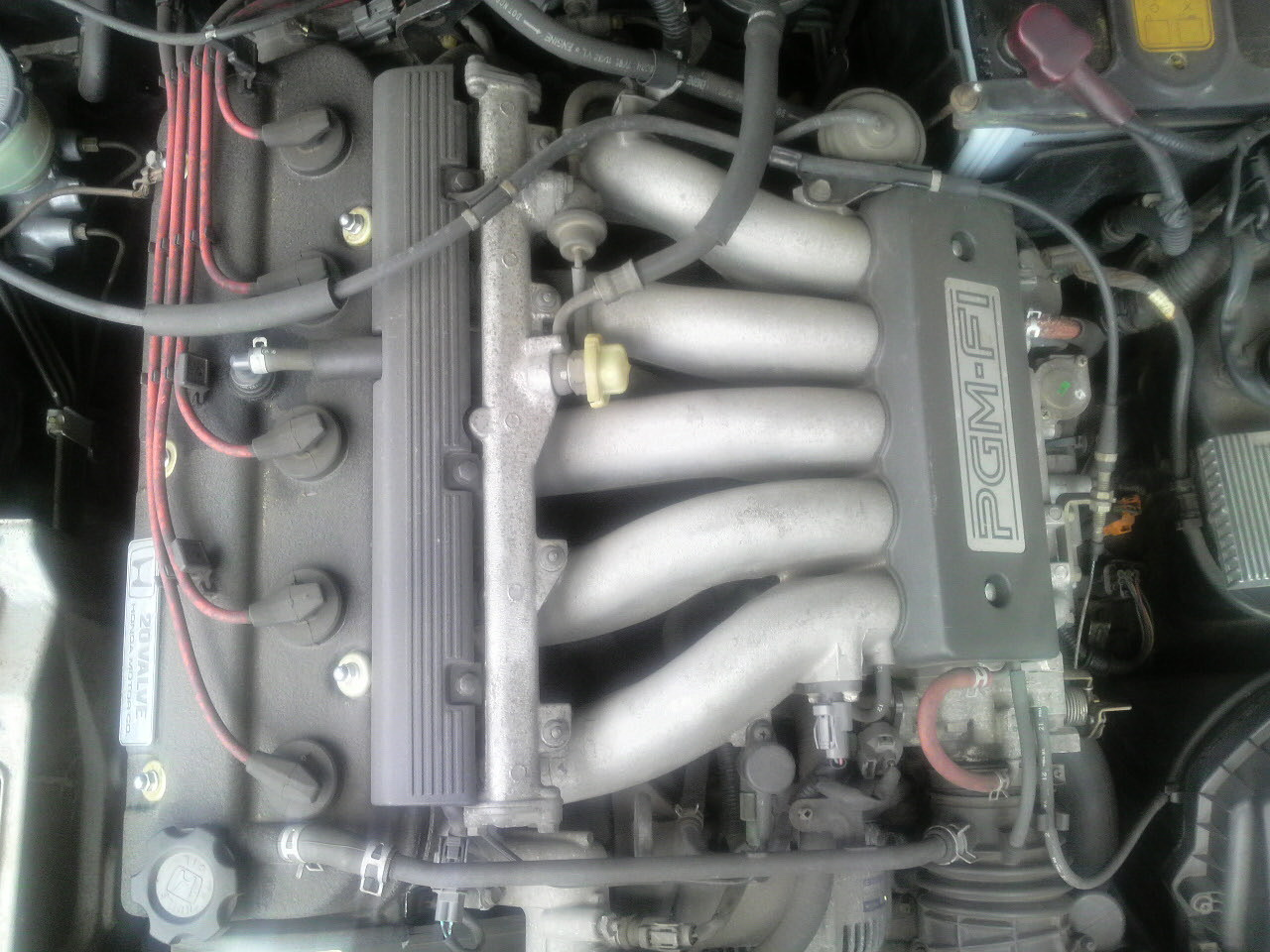
윗면
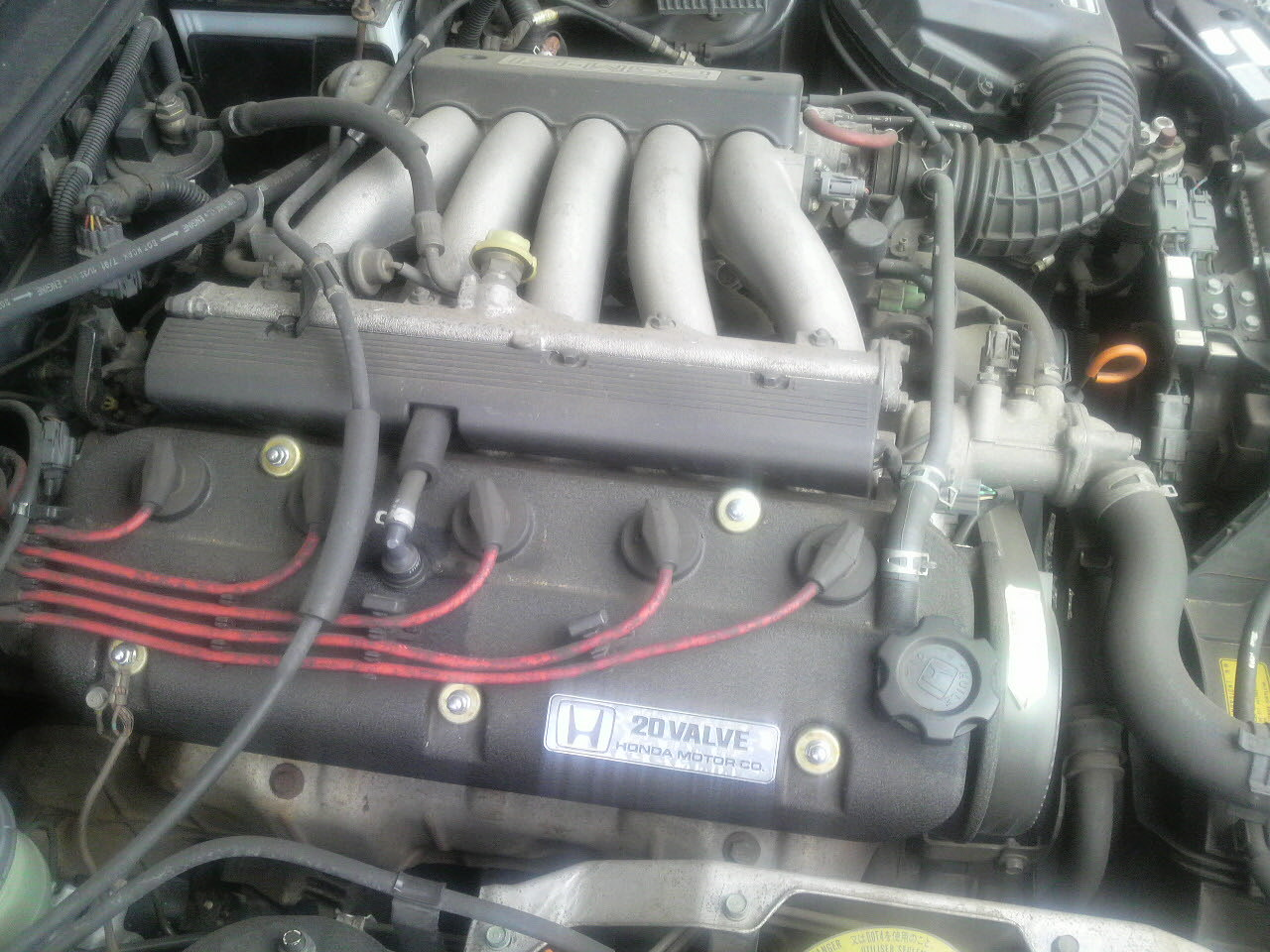
좌측면
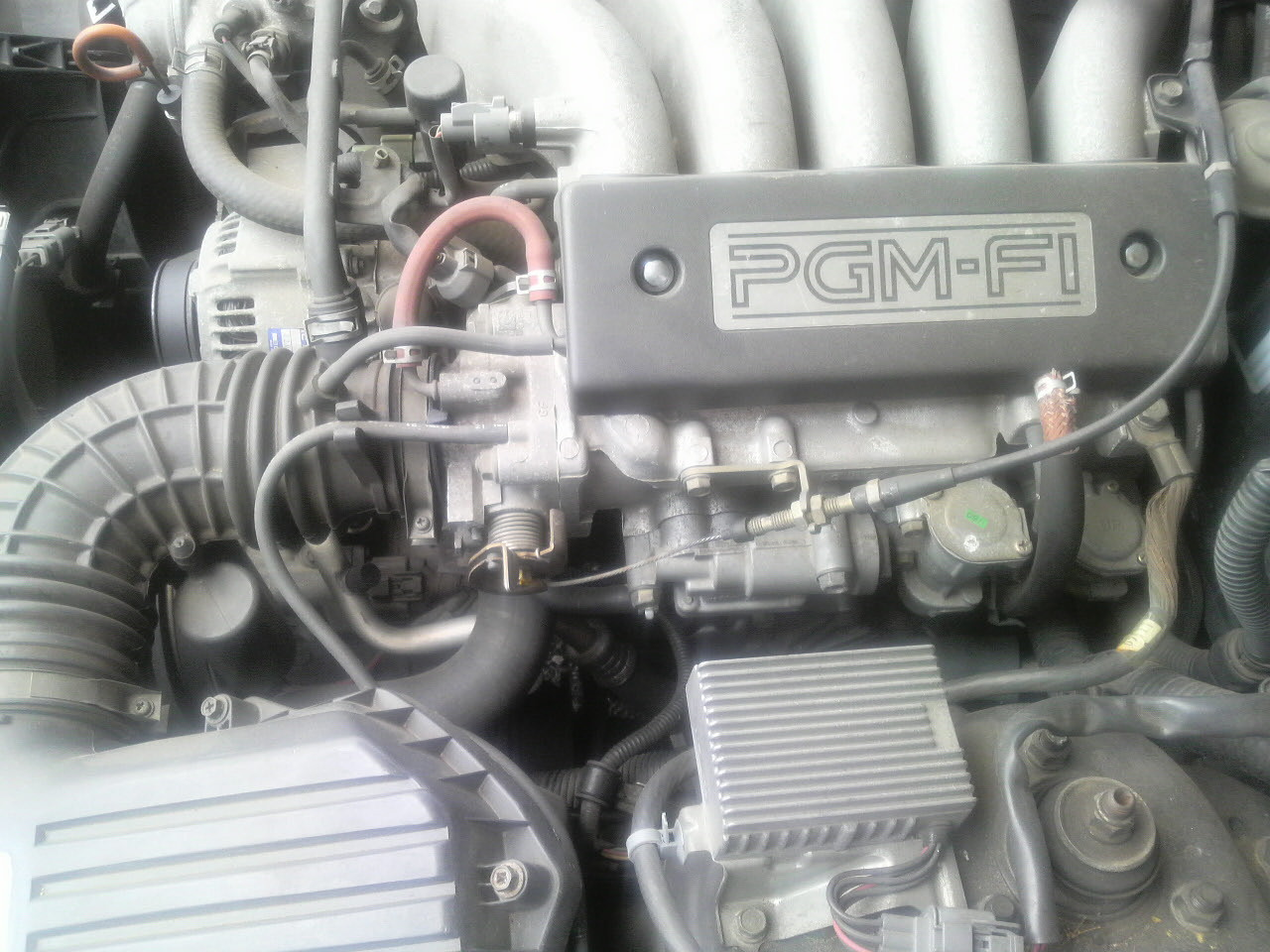
우측면